# Мері Джентл
Мері Розалін Джентл (англ. Mary Rosalyn Gentle; нар. 29 березня 1956) — британська письменниця, авторка фентезі та науково-фантастичних романів.

## Біографія
Джентл дебютувала як романістка наприкінці 1970-х років із підлітковим фентезійним романом «Яструб у сріблі», за яким була «Дилогія Орта»: соціологічна науково-фантастична серія, яка протиставляє колоніальні проєкти майбутньої Землі проти суспільства луддитів планети Орте, розвиваючи тематичну лінію, яку вже двадцятьма роками раніше почала Урсула Ле Гуїн із Циклом Ойкумени.
На початку 1990-х письменниця разом зі своїми друзями та колегами Алексом Стюартом, Роз Кевені та Нілом Ґейманом заснувала літературний колектив Midnight Rose та написала п'ять спільних антологій, у яких група присвятила себе деконструкції традиційних стилів англомовної фантастики; такі експерименти також вплинули на власну продукцію Джентла, яка пародіювала тропи епічного фентезі в романі Grunts! (у якому орки толкієнівської традиції піднесені до героїв і протиставлені ельфам і гобітам) і черпала натхнення з циклу «Вічний чемпіон» Майкла Муркока, щоб створити сагу «Білий ворон» — оповідальний цикл, який розповідає про життя самих героїв, Валентайн і Кейзобон, у паралельних вимірах єдиного мультивсесвіту, переходячи від суто фантастичної атмосфери перших оповідань до наукового фентезійного світу, заснованого на герметичній магії роману Захід богів, аж до альтернативної реінтерпретації англійської громадянської війни в «Архітектурі бажання» та антиутопічного кіберпанку «Ліворуч напризволяще».
У 2000-х роках Джентл наважилася написати «Першу історію», величезну сагу, змішану з фантастичними елементами, дія якої відбувається в альтернативному п'ятнадцятому столітті, коли Північно-Західну Африку об'єднало королівство Карфаген, могутня римсько-германська культурна держава, що перебувала в постійному конфлікті з європейськими королівствами і особливо з Бургундським герцогством: перший роман серії, Аш: Таємна історія розповідає про подвиги капітана найманців під час вторгнення карфагенян до континентальної Європи, ускладненого втручанням єврейського чаклунства, тоді як наступна, Іларіо, розповідає про подорожі Середземним морем і живописну кар'єру мандрівного художника-інтерсексуала. Незалежним від дилогії Першої історії, але належним до того ж стилістичного напрямку, є також роман 1610: Сонячний годинник у могилі, герой якого Валентин де Рошфор є історичною основою Д'Артаньяна, створеного батьком Олександром Дюма, і готичний роман «Чорна опера», дія якого відбувається в Неаполі під час Реставрації.
У 2000-х роках авторка фактично припинила писати.

### Романи
- A Hawk in Silver. London: Gollancz, 1977. ISBN 0-575-02386-4
- Grunts!. London: Bantam, 1992. ISBN 0-593-01956-3
- 1610: A Sundial in a Grave (vt US A Sundial in a Grave: 1610). London: Gollancz, 2003. ISBN 0-575-07250-4
- The Black Opera (vt UK Black Opera). San Francisco: Night Shade Books, 2012 (paper). ISBN 978-1-59780-219-2

Orthe series
- Golden Witchbreed. London: Gollancz, 1984. ISBN 0-575-03332-0
- Ancient Light. London: Gollancz, 1987. ISBN 0-575-03629-X
- Orthe (omnibus edition). London: Gollancz, 2002 (paper). ISBN 0-575-07287-3

White Crow sequence
- Rats and Gargoyles. London: Bantam, 1990. ISBN 0-593-01948-2
- The Architecture of Desire. London: Bantam, 1991. ISBN 0-593-01952-0
- Left to His Own Devices. London: Orbit, 1994 (paper). ISBN 1-85723-203-8
- White Crow (omnibus edition). London: Gollancz, 2003 (paper). ISBN 0-575-07519-8

First History sequence
- Ash: A Secret History (vt US). London: Gollancz, 2000. ISBN 0-575-06900-7

Ilario, A Story of the First History
- Ilario: The Lion's Eye. London: Gollancz, 2006. ISBN 0-575-07661-5
  - Ilario: The Lion's Eye. New York: EOS, 2007. ISBN 978-0-06-082183-8
  - Ilario: The Stone Golem. New York: EOS, 2007. ISBN 978-0-06134-498-5

As Roxanne Morgan
- Dares. London: X Libris, 1995 (paper). ISBN 0-7515-1341-5
- Bets. London: X Libris, 1997 (paper). ISBN 0-7515-2046-2
- A Game of Masks. London: X Libris, 1999 (paper). ISBN 0-7515-2308-9
- Who Dares, Sins. London: X Libris, 1999 (paper). ISBN 0-7515-2938-9
- Sinner Takes All. London: X Libris, 2000 (paper). ISBN 0-7515-3073-5
- Degrees of Desire. London: X Libris, 2001 (paper). ISBN 0-7515-3087-5
- Maximum Exposure. London: X Libris, 2004 (paper). ISBN 0-7515-3400-5

### Оповідання
Collections
- Scholars and Soldiers London: Macdonald, 1989. ISBN 0-356-17893-5
- Left to His Own Devices. London: Orbit, 1994 (paper). ISBN 1-85723-203-8
- Cartomancy. London: Gollancz, 2004 (paper). ISBN 0-575-07532-5

### Критичні дослідження та рецензії на творчість Джентла
Lost Burgundy
- Killheffer, Robert K. J. (Jan 2001). Books. F&SF. 100 (1): 29—36.

The wild machines
- Killheffer, Robert K. J. (Jan 2001). Books. F&SF. 100 (1): 29—36.